# La Escondida, Nuevo León
La Escondida är en ort i Mexiko.   Den ligger i kommunen Agualeguas och delstaten Nuevo León, i den centrala delen av landet, 800 km norr om huvudstaden Mexico City. La Escondida ligger 306 meter över havet och antalet invånare är 173.
Terrängen runt La Escondida är platt åt nordost, men åt sydväst är den kuperad. Runt La Escondida är det mycket glesbefolkat, med 3 invånare per kvadratkilometer. Det finns inga andra samhällen i närheten. Trakten runt La Escondida består i huvudsak av gräsmarker.